# Teatr Polski we Wrocławiu

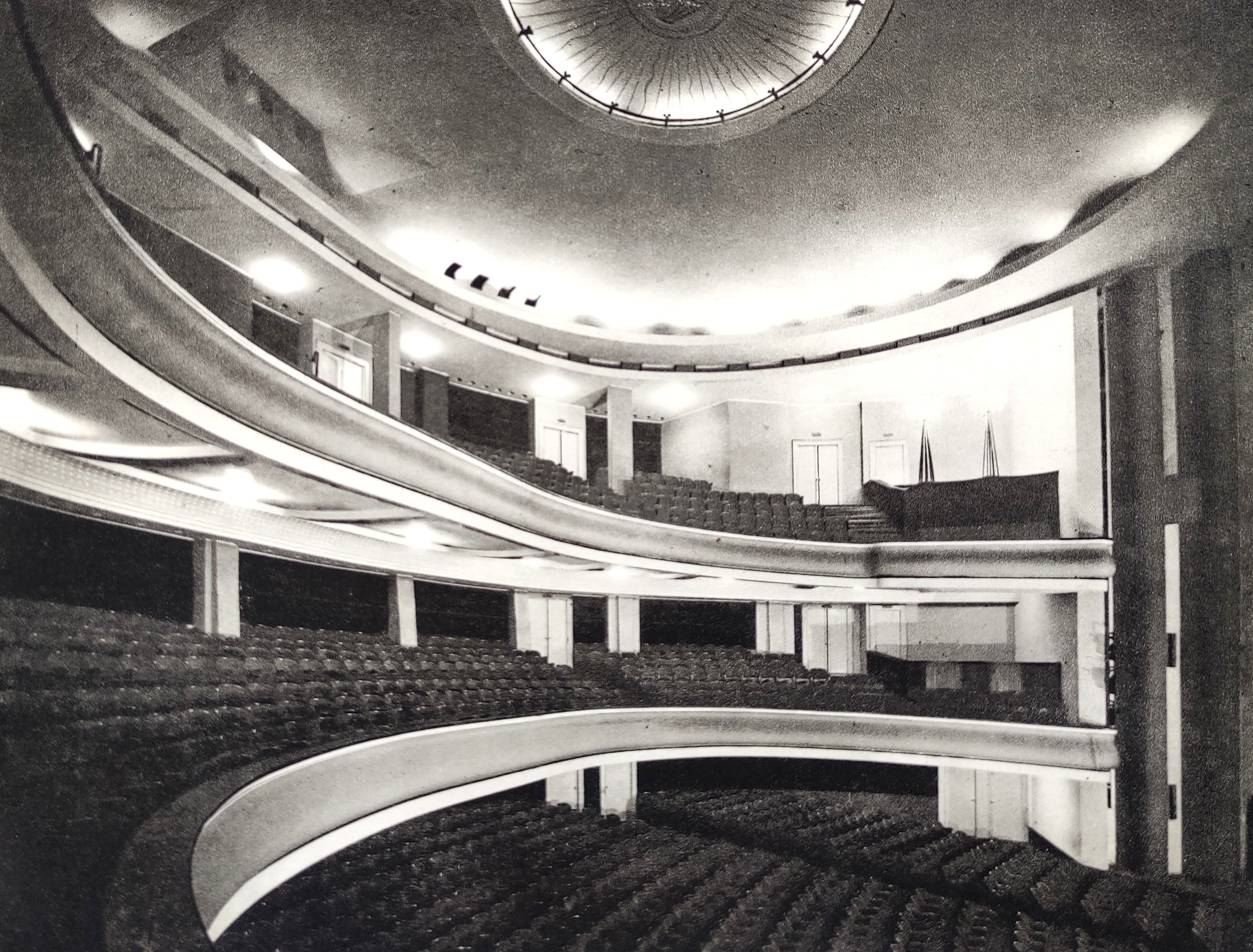
Widownia teatru przy ul. Zapolskiej, lata 60.

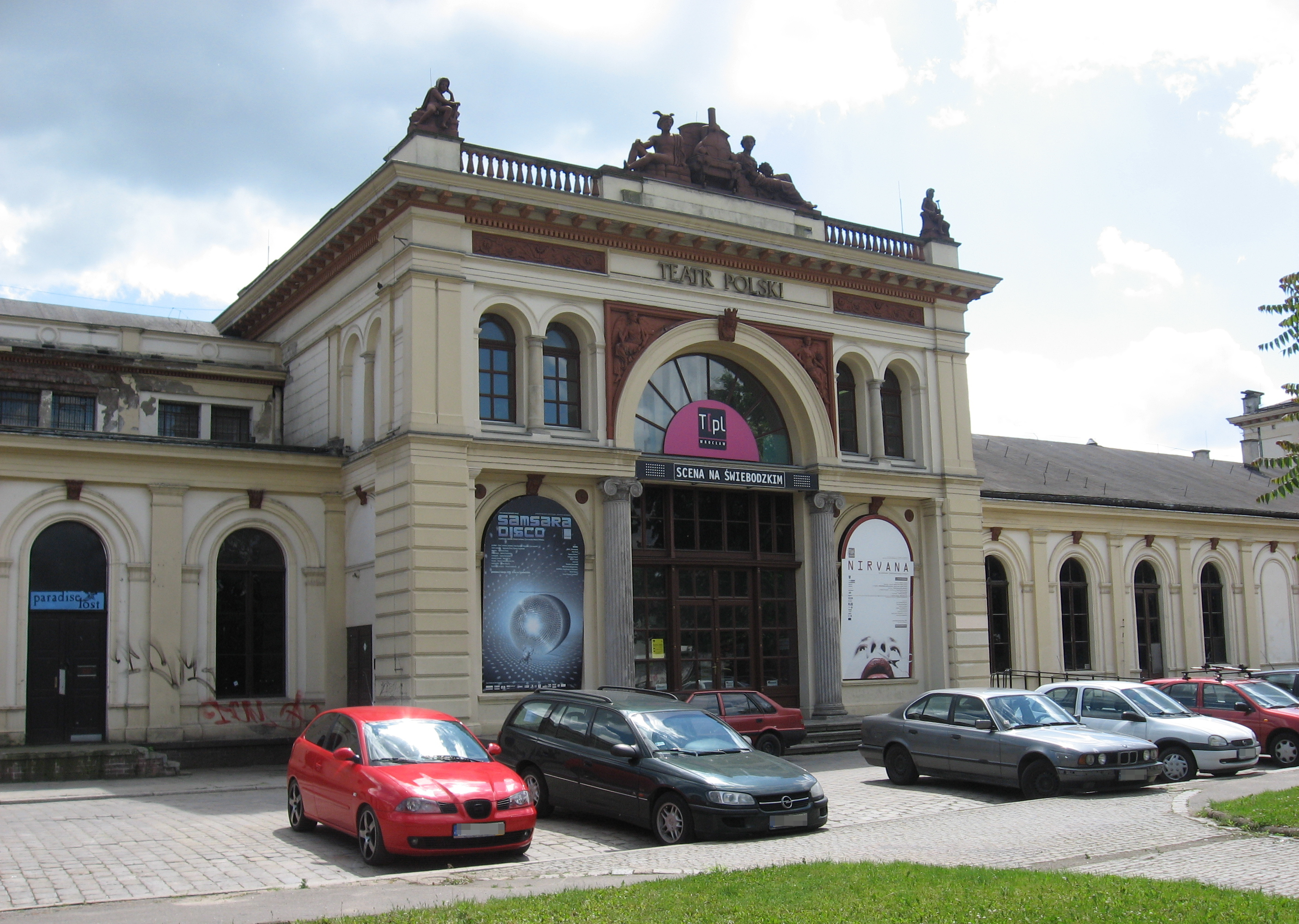
Scena na Świebodzkim

Teatr Polski we Wrocławiu – teatr we Wrocławiu, samorządowa instytucja kultury, założony w 1949 jako Państwowy Teatr Dolnośląski we Wrocławiu; od 1969 nosi obecną nazwę; od 2020 dyrektorem teatru jest Jacek Gawroński.
Teatr składa się z trzech scen: Sceny Kameralnej (przy ul. Świdnickiej 28), Sceny na Świebodzkim (Wrocław Świebodzki, pl. Orląt Lwowskich 20c) oraz Sceny im. Jerzego Grzegorzewskiego – mieszczącej się w głównej siedzibie Teatru Polskiego, przy ul. Gabrieli Zapolskiej 3.

## Budynek
Czas powstania obecnego gmachu Teatru Polskiego przypada na okres związany z działalnością Theodora Löwe, który przybył do Wrocławia w 1892 r. i objął stanowisko kierownika literackiego Teatru Miejskiego (mieszczącego się wtedy w gmachu obecnej Opery Wrocławskiej). W sezonie teatralnym 1892/93 przejął on od miasta w dzierżawę Teatr Miejski, następnie Teatr Talia oraz Teatr Lobego (ówczesne teatry prywatne). W 1909 wszystkie trzy działały pod jego kierownictwem.
W opozycji do monopolu teatralnego Löwego, w 1906 z inicjatywy wrocławskiego kupca – Paula Auerbacha – został wzniesiony, wg projektów berlińskiego architekta Waltera Hentschela przy współudziale wrocławianina Hermanna Wahlicha, gmach operetki przy Theaterstrasse 3 (obecnie ul. G. Zapolskiej) noszący nazwę Schauspielhaus. Był to budynek nowoczesny pod względem funkcjonalnym i technicznym. Zastosowano konstrukcję żelbetową, która posłużyła potem przy budowie Hali Ludowej (Jahrhunderthalle) w 1913 r.
Elewacja w duchu późnej secesji utrzymana była w kolorach biało-żółtozłotym, wnętrze w kolorze biało-czerwonym ze złotymi ornamentami. Działalność nowo wzniesionego teatru nie trwała jednak długo. W 1911 kierownictwo artystyczne i tego teatru przejął Löwe i kierował nim do 1927.
Schauspielhaus był na początku lat 30. XX w. najmłodszą, ale i największą pod względem liczby miejsc sceną wrocławską, liczył 1736 miejsc siedzących. Od swojego powstania pełnił funkcje teatru muzycznego, na którego scenie wystawiano przede wszystkim operetkę. W kwietniu 1936 został on zamknięty poddany renowacji i niewielkiej przebudowie. Wraz z rozpoczęciem sezonu teatralnego 1936/37 Schauspielhaus stał się jedynym miejscem uprawiania sztuki dramatycznej we Wrocławiu. Pod koniec II wojny światowej Schauspielhaus został częściowo zburzony.
Obecnie budynek teatru funkcjonuje pod nową nazwą Teatr Polski. Odbudowano go w 1950 r., a 20 grudnia 1950 odbyła się pierwsza premiera w Teatrze przy ul. Zapolskiej 3. Na inaugurację przygotowano sztukę w trzech aktach pt. „Tysiąc walecznych” Jana Rojewskiego, architekta z wykształcenia. Był to tzw. produkcyjniak o tematyce budowlanej. Wrocławska publiczność zetknęła się w ten sposób z nową, nieznaną jej dotąd dramaturgią współczesną. Teatr służył aktorom, reżyserom i widzom do 1994 r. W nocy z 18 na 19 stycznia 1994 wybuchł pożar i całkowicie zniszczył widownię Teatru. Odbudowany został według projektu Wiktora Jackiewicza. Teatr wznowił działalność 20 maja 1996 premierą Improwizacji wrocławskich w reżyserii Andrzeja Wajdy.

## Nagrody i wyróżnienia
- 2015 – Gwarancja Kultury TVP Kultura w kategorii "Teatr" dla zespołu Teatru Polskiego we Wrocławiu[3].
- 2015 – Wycinka Holzfällen inauguruje LXIX Festival d’Avignon, jako pierwsze polskie przedstawienie w historii[4].
- 2015 – Nagroda Główna im. Wojciecha Bogusławskiego za najlepszy spektakl w I Konkursie na Inscenizację Dawnych Dzieł Literatury Polskiej "Klasyka Żywa"[5].
- 2016 – Nominacja Dziadów w reżyserii Michała Zadary do nagród kulturalnych Radia Wrocław Kultura – Emocji 2016 – w kategorii najważniejszych wydarzeń roku 2016 w czasie Europejskiej Stolicy Kultury[6].

- 2017 – Nagroda im. Konstantego Puzyny (nagroda miesięcznika Dialog) została przyznana aktorkom, aktorom oraz publiczności wrocławskiego Teatru Polskiego protestujących w obronie wartości artystycznych wypracowanych w ostatnich latach i niszczonych na skutek błędnych decyzji administracyjnych[7].